# حقل الخفجي
حقل الخفجي هو حقل نفط يقع في محافظة الخفجي في شمال شرق المملكة العربية السعودية، تم اكتشافه في عام 1961م ويبلغ إنتاجه 300 ألف برميل يوميا.